# Svatopluk Beneš

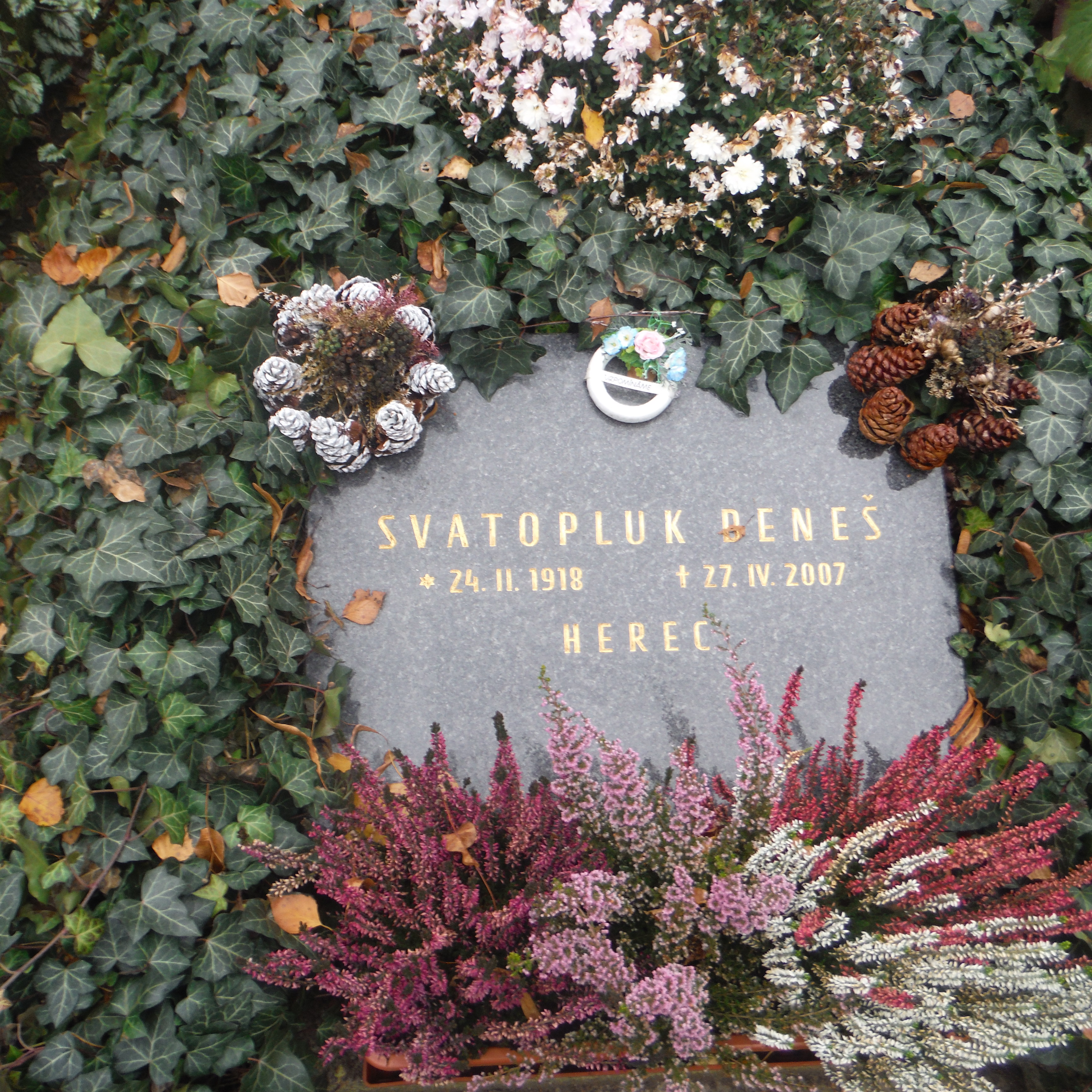
Hrob Svatopluka Beneše na Olšanských hřbitovech

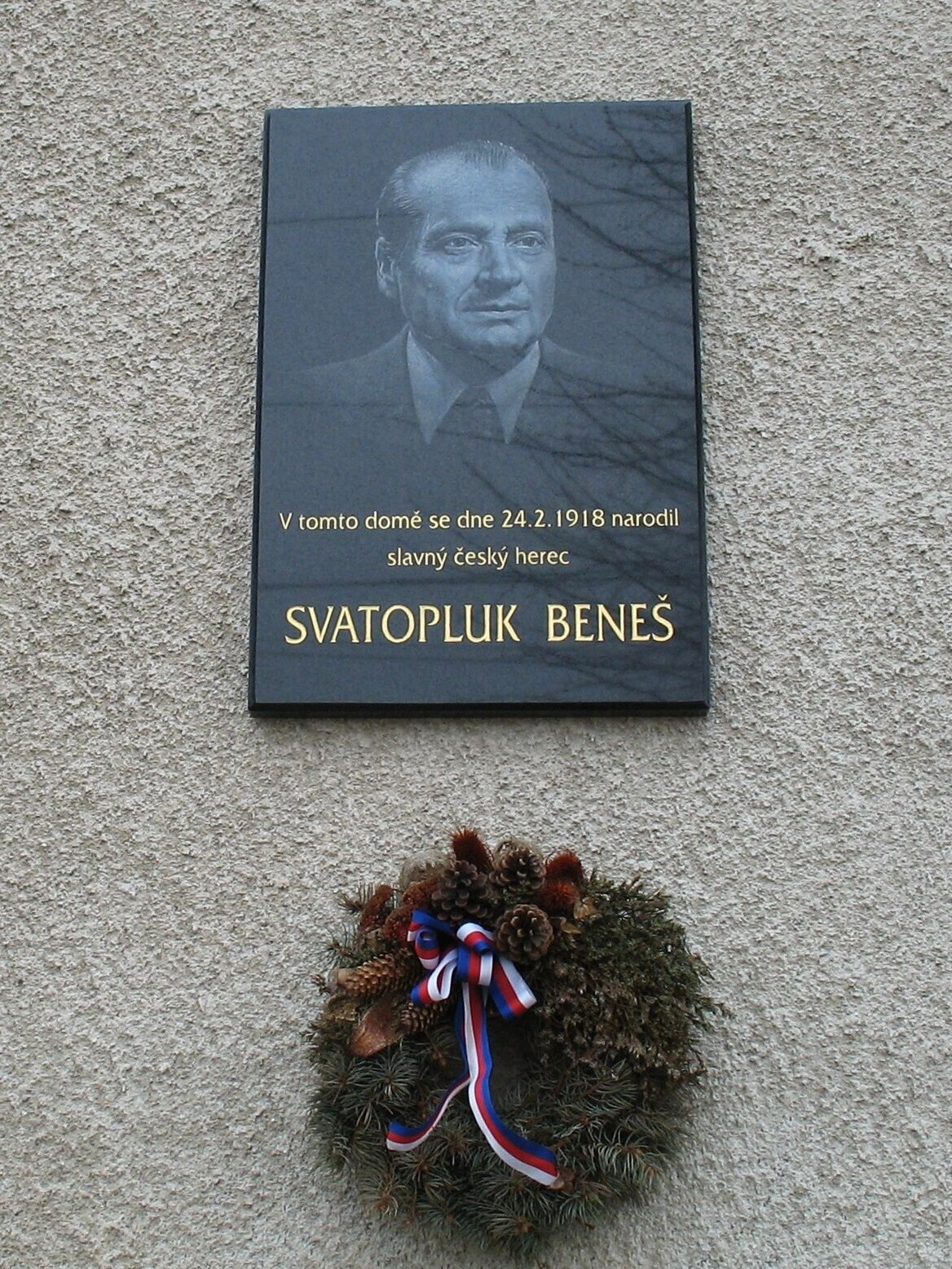
Pamětní deska na rodném domě Svatopluka Beneše v Roudnici n. L.

Svatopluk Beneš (24. února 1918 Roudnice nad Labem – 27. dubna 2007 Praha) byl český divadelní, filmový a televizní herec, který byl znám široké veřejnosti množstvím komických i dramatických rolí. Hrál v Divadle na Vinohradech a v Městských divadlech pražských, od svých 16 let i ve filmu, kde se stal záhy filmovou hvězdou v rolích romantických milovníků. Populární je jeho postava nadporučíka Lukáše z filmové dilogie Dobrý voják Švejk a Poslušně hlásím (1956, 1957). Větší i menší role si zahrál v desítkách televizních inscenací až do devadesátých let.

## Životopis
Svatopluk Beneš se narodil v Roudnici nad Labem jako syn železničáře Petra Beneše (1880–1958), matka se jmenovala Růžena (1886–1958). Měl dvě sestry a bratra. Děti byly přísně vychovávány, doma se nesmělo používat neslušných slov. Na gymnáziu se začal věnovat herectví a z kvarty utekl na konzervatoř do Prahy (absolvoval ji v roce 1937). Otec se to dozvěděl až později a pak odmítl synovi platit podnájem. Proto Beneš do Prahy denně dojížděl a přivydělával si rok stážemi v divadle.
V šestnácti letech stanul poprvé před kamerou ve filmu Hudba srdcí, první významnou rolí byl propadající student ve filmu Studentská máma (1935). Po škole nastoupil v devatenácti letech do Divadla na Vinohradech a hrál zde mezi léty 1935 až 1950 , ale většinu života prožil na prknech Městských divadel pražských (1950 – 1985 , poté ještě hostoval). Jeho filmovými partnerkami se záhy staly filmové hvězdy Marie Glázrová, Lída Baarová, Zorka Janů, Adina Mandlová. Celoživotní bylo jeho přátelství s Natašou Gollovou.
Po roli Šimona v Ohnivém létě (1939) dostal brzy další příležitost k rolím mladých romanticky až nešťastně zamilovaných mladých studentů v adaptaci Mrštíkovy Pohádky máje (Ríša) a ve filmu Minulost Jany Kosinové (s Vlastou Matulovou, Jiří Sutnar), ve filmu Noční motýl (1941) si zahrál poručíka Kalu, do něhož je bezhlavě zamilovaná Marta Dekasová (Hana Vítová). Později začínají jeho role nabývat komediálnější polohy, např. ve filmu Neviděli jste Bobíka? (1944) nebo v Hostinci „U kamenného stolu“ (1949). Za protektorátu byl krátce ženat s baletkou Evelýnou Koszlerovou - uměleckým jménem Evelyna Kinská, nar. 1924, (hrála jeho partnerku ve filmu Řeka čaruje z r. 1945), ale mladí lidé si brzy přestali rozumět a po válce se rozvedli. Roku 1946 se Beneš oženil s Boženou Truhlářovou (nar. 1923) a toto manželství již bylo celoživotní.
Po válce postupně ustává jeho obsazování do hlavních rolí. Beneš byl typem, který se pro filmy socialistického „realismu“ nehodil, dva roky po válce obsazen prakticky nebyl. Beneš se stal mistrem rolí vedlejších, v nichž mistrně nahrává hrdinům filmů komediálních (Dobrý voják Švejk) i vážných (životopisný film Tajemství krve). Na divadle jsou jeho mladšími partnerkami např. Jaroslava Adamová a Irena Kačírková. Hrál vždy s obrovskou noblesou, „seděly“ mu role anglických lordů, sluhů, gentlemanů. Zároveň byl i nesmírně laskavý, což dokazoval v rolích pro děti (Kačenka a strašidla, 1992). Není divu, že r. 1989 byl vybrán do role T. G. Masaryka ve filmu Člověk proti zkáze.

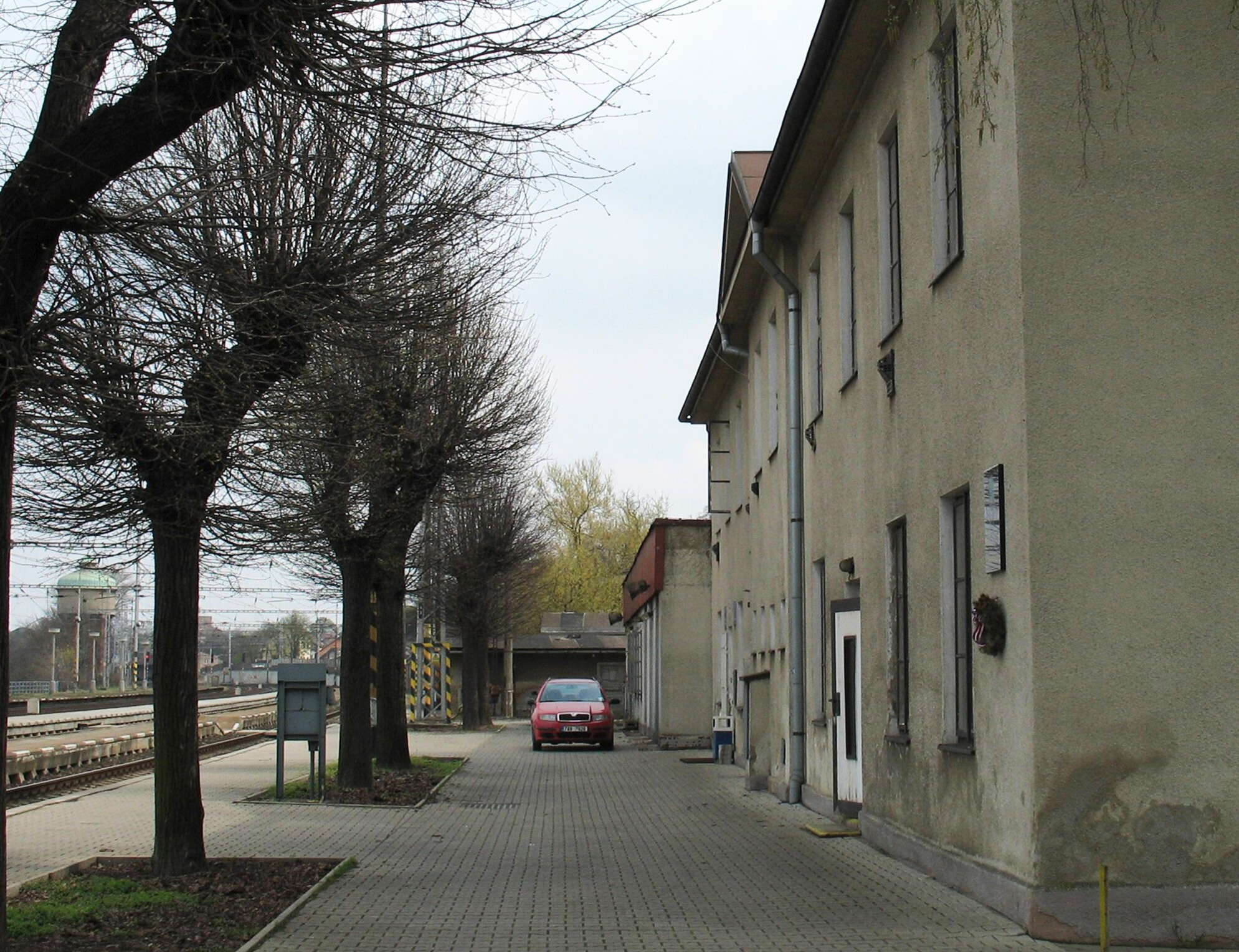
Rodný dům Svatopluka Beneše na prvním nástupišti roudnického nádraží

Svatopluk Beneš byl hercem vitálním a hrál skutečně až do chvíle, kdy ho těžká nemoc z práce vyřadila. V té době lituje toho, že mladí herci přestávají mít k divadlu a filmu takový vztah a je pro ně jen příležitostí ke slušným příjmům a proniknutí do společnosti. V listopadu 1989 vrátil tituly zasloužilý umělec a vyznamenání Za vynikající práci. V letech 1990 až 1995 vystupoval v doprovodných programech na výstavách (Herbert Masaryk, T. G. Masaryk - člověk a umění), které uspořádalo Masarykovo demokratické hnutí. Roku 1997 byl vyznamenán Cenou Thálie za celoživotní dílo. Dne 26. září 1998 mu udělila čestné občanství obec Ostrovačice, kde se odehrává děj filmu Pohádka máje.
Mezi jeho záliby patřilo okrasné zahrádkářství, cestování a četba, které se musel pro oční chorobu ve stáří vzdát. Nikdy nebyl členem politické strany, ale blízký mu byl Masarykův humanismus.
Jeho posledním filmem byly Želary, v nichž už téměř neviděl. Filmovou partnerkou byla poslední z hvězd předválečného filmu Zita Kabátová. Poslední čtyři a půl léta byl upoután slepý na lůžko a toužil po ukončení svého trápení. Má dvě děti z druhého manželství, dceru Alexandru Ouřadovou (nar. 1953) a syna Svatopluka Beneše (nar. 1949), který je filmovým dokumentaristou. Svatopluk Beneš je autorem útlé knihy vzpomínek Být hercem.

## Výběr z divadelních rolí
- Karel Čapek, Loupežník (Loupežník)
- Karel Čapek, Bílá nemoc (Sigelius)
- William Shakespeare, Troilus a Kressida (Troilus)
- Fráňa Šrámek, Měsíc nad řekou (Vilík)
- Stendhal, Červený a černý (adaptace románu, Julián Sorel)
- František Hrubín, Srpnová neděle (Vach)
- E. G. O' Neill, Smutek sluší Elektře (Beckwith)
- Friedrich Dürrenmatt, Play Strindberg (Kurt)
- G. B. Shaw, Pygmalion (profesor Higgins)
- G. B. Shaw, Čokoládový hrdina (Saranov)
- G. B. Shaw, Záletník Leonard (Leonard)
- S. N. Bulgakov, Útěk (Golubkov)
- Guy de Maupassant, Miláček (tit. role)
- H. Balzac, Evženie Grandetová (adaptace, Karel Grandet)
- Molière, Škola pro ženy (Horác)
- H. F. Becque, Pařížanka (Lafont)
- Jan Nepomuk Nestroy, Lumpacivagabundus (Jehlička)

## Filmografie

### Film
- 1934 Hudba srdcí - role: student
- 1935 Studentská máma - role: oktaván Eman Kosárek zvaný Pacinka
- 1936 Velbloud uchem jehly - role: člen Společenského klubu
- 1937 Filosofská historie - role: student
- 1937 Karel Hynek Mácha - role: Máchův bratr Michal
- 1938 Zborov - role: sborista Plzeňského divadla
- 1939 Ohnivé léto - role: student Šimon
- 1939 Studujeme za školou - role: profesor Horák
- Čekanky, 1940 - praktikant Vojtěch Plichta
- Minulost Jany Kosinové, 1940 - student filozofie Jiří Sutnar
- Peřeje, 1940 - MUDr. Pavel Duras
- Podvod s Rubensem, 1940 - malíř (reklamní film)
- Pohádka máje, 1940 - student práv Ríša Gregor
- Vy neznáte Alberta, 1940 - redaktor John
- Pacientka dr. Hegla, 1941 - JUDr. Jaroslav Kříž, snoubenec Karly Janotové
- Noční motýl, 1941 - poručík královské gardy Rudolf Kala
- Z českých mlýnů, 1941 – Ing. Karel Loukota, úředník Ředitelství c. a k. státních drah
- Host do domu, 1942 - agronom Pavel Hora
- Přijdu hned, 1942 - chemik Ing. Jiří Hora
- Jarní píseň, 1944 - hulánský rytmistr Franci Oboronský
- Kluci na řece, 1944 - Ing. Jan Palivec
- Neviděli jste Bobíka?, 1944 - kreslíř Ludvík Zoubek
- Černí myslivci, 1945 - role neuvedena, film nedokončen
- Řeka čaruje, 1945 - profesor Korejnil, Helenin snoubenec
- Průlom, 1946 - městský tajemník Kandler
- Polibek ze stadionu, 1947 - kavárník Oldřich Janota
- Hostinec „U kamenného stolu“, 1948 - Tomáš, Tatrmužův synovec
- Mikoláš Aleš, 1951 - malíř Adolf Rendl
- Mladá léta, 1952 - doktor Bukovan
- Velké dobrodružství, 1952 - kníže Albert von Nassau Oranien
- Expres z Norimberka, 1953 - agent Řehoř
- Komedianti, 1953 - bohatý pan Bohoušek
- Tajemství krve, 1953 - chirurg MUDr. Pavel Regent
- Dědeček automobil, 1956 - závodník Jean-Pierre Demeester
- Dobrý voják Švejk, 1956 - nadporučík Jindřich Lukáš
- Neporažení, 1956 - poručík Brandejs
- Nezlob, Kristino, 1956 - kunsthistorik dr. Ferdinand Svátek, Kristinin bratr
- Pozor jedu...!, 1956 - Jaroslav Zbrklý (propagační film)
- Poslušně hlásím, 1957 - nadporučík Jindřich Lukáš
- Humor je vážná věc, 1964 - role neuvedena
- Zkáza Jeruzaléma, 1964 - Jelínek, zástupce společnosti Paramount
- Alibi na vodě, 1965 - vrátný Bedřich Rýdl, bývalý tiskař
- Slečny přijdou později, 1966 - holič Forejt
- Jak se krade milión, 1967 - kulturní referent Mareš
- Změny a proměny, 1967 - herec Jarda
- Maratón, 1968 - německý plukovník
- Zabil jsem Einsteina, pánové…, 1969 - tajemník OSN Giacometti
- Slečna Golem, 1972 - tajemník
- Drahé tety a já, 1974 - vedoucí drogérie
- Der Mädchenkrieg, 1977 - Vávra
- Tichý Američan v Praze, 1977 - plukovník tampír
- Zítra vstanu a opařím se čajem, 1977 - anglický nacista
- Já už budu hodný, dědečku!, 1979 - Bašta
- Koncert na konci léta, 1979 - Kounic
- Postavení mimo hru, 1979 - Mácha
- 1980 Jak napálit advokáta
- 1980 Na koho to slovo padne
- 1981 V podstatě jsme normální - role: Hans
- Má láska s Jakubem, 1982 - muž v černém plášti
- Putování Jana Amose, 1983 - herec v Labyrintu světa
- Člověk proti zkáze, 1989 - Tomáš Garrigue Masaryk
- Kačenka a strašidla, 1992 - dr. Caligari
- Kačenka a zase ta strašidla, 1992 - dr. Caligari
- Želary, 2003 - starý muž

## Televize
- 1967 Lucerna (TV film) – role: dvořan, hrabě, kněžnin společník
- 1967 Zločin lorda Savina
- 1968 Bouřka
- 1968 Sňatky z rozumu (TV seriál)
- 1968 Záhořanský hon
- 1969 Hádavá pohádka (TV pohádka) – role: hvězdopravec
- 1969 Kaviár jen pro přátele (TV komedie) – role: MUDr. Luboš Vaněk
- 1969 Popelka (TV filmová pohádka) – role: rádce
- 1970 Hříšní lidé města pražského (TV seriál) - role: lékař - sekundář (3./13 díl: Lady Macbeth z Vinohrad)
- Václav Trojan: Slavík, 1970
- 1971 Růže a prsten (TV pohádka) – role: ministerský předseda Mrzuta
- 1971 Kamarádi (TV seriál) – role: Válečkův otec
- 1973 Vídeňská krev
- 1973 Nová metoda malíře Smithe (TV komedie) – role: malíř
- 1974 Byl jednou jeden dům (TV seriál) – role: profesor Benetka
- 1974 30 případů majora Zemana (TV seriál) role: Takáč (epizoda: Mědirytina), Vilibald Hanke (epizoda: Třetí housle)
- 1977 Nemocnice na kraji města (TV seriál) - role: dr. Fast
- 1978 Hejkal
- 1978 Řemen (TV komedie) – role: kolega Petr Kubeček, kmotr Petra Maříka
- 1979 Dnes v jednom domě (TV seriál)
- 1979 Jak je důležité míti Filipa – role: Chasuble
- 1979 Die Magermilchbande (TV seriál) (epizoda 1/14)
- 1979 Nebožtíci na bále
- 1979 Poslední koncert
- 1980 Arabela (TV seriál) - role: ředitel hotelu
- 1981 Les Affinités élecitves
- 1982 Dynastie Nováků (TV seriál)
- 1982 Jak Jaromil ke štěstí přišel
- 1982 Odchod bez řádů
- 1982 Unterwegs nach Atlantis (TV seriál) - role: dr. Bernhard
- 1984 Bambinot (TV seriál) - role: Hubert
- 1985 Slavné historky zbojnické (TV seriál)
- 1986 Panoptikum města pražského (TV seriál) - role: organizátor konference (epizoda: Pan rada v Paříži)
- 1986 Švec z konce světa
- 1986 Drahá tetičko...! (TV komedie) – role: dr. Souček
- 1987 Arabesky
- 1987 Jak se princ učil řemeslu
- 1987 Ohňostroj v Aspern (TV inscenace) – role: kníže Leuchtenberg-Aulendorf
- 1988 Bez práce nejsou koláče
- 1989 Dobrodružství kriminalistiky (TV seriál) - role: notář Renard (epizoda: Jed)
- 1989 Jak ševci zvedli vojnu pro červenou sukni (TV animovaný film) filmová verze večerníčku O Kubovi a Stázině (1988) - hlasová role: kníže
- 1991 Honorární konzul
- 1991 Milostivé léto
- 1991 Smutek sluší Elektře
- 1991 Ukradený kaktus
- 1994 Misie
- 1996 Kde padají hvězdy (TV seriál)
- 1997 Doktor Munory a jiní lidé (TV inscenace) – role: Munoryho tatínek

## Rozhlasové role
- 1979 Čertův švagr, na motivy pohádky Boženy Němcové, účinkují: Jan Hartl, Libuše Havelková, Vladimír Bičík, Antonín Hardt, Věra Kubánková, Ladislav Mrkvička, Sylva Sequensová, Naďa Konvalinková, Svatopluk Beneš a další. Připravil František Pavlíček, režie: Karel Weinlich.
- Oscar Wilde: Bezvýznamná žena, překlad: Jiří Zdeněk Novák, rozhlasová úprava: Josef Hlavnička, dramaturgie: Jarmila Konrádová, režie: Markéta Jahodová. Hráli: Lord Illingworth (Viktor Preiss), Sir John Pontecraft (Svatopluk Beneš), Pan Ketlick, poslanec (Petr Kostka), Gerald Arbuthnot (Pavel Chalupa), Lady Hunstantonová (Viola Zinková), Lady Karolína Pontecraftová (Jaroslava Adamová), Paní Allonbyová (Gabriela Vránová), Slečna Ester Worsleyová (Petra Špalková), Paní Arbuthnotová (Dana Syslová), vypravěč (Josef Červinka), Francis, sluha (Tomáš Racek) a Alice, komorná (Jana Zímová)[4]
- Rudolf Čechura, Josef Kleibl: Vědecké případy Sherlocka Holmese[5]

## Poznámka
Filmografie po roce 1970 není většinou popsána rolemi, protože prameny nejsou. Přehled televizních rolí není úplný, je vázán na uvedení v databázi cfn.